# 翁華栄
翁 華栄（おう ふぁーろん、1962年11月6日　- ）は、日本の俳優。在日華僑3世。宮崎県小林市出身。

## 出演作品
出典はAll Cinemaによる。

### 映画
- ワールド・アパートメント・ホラー（1991年） - 張 役
- 学校（1993年）- 張 役
- 居酒屋ゆうれい（1994年） - リーゼントの男 役
- 武闘の帝王 完結編（1995年） - 呉宇森 役
- トキワ荘の青春（1996年） - つのだじろう 役
- スワロウテイル（1996年） - ワン 役
- 金田一少年の事件簿 上海魚人伝説（1997年） - 上海公安 役
- 蛇の道（1998年） - 有賀 役
- ざわざわ下北沢（2000年） - 警備服姿の男 役
- 天国から来た男たち（2001年） - 坂本淳 役
- ゴジラ・モスラ・キングギドラ 大怪獣総攻撃（2001年） - ロープウェイの客 役
- ひとりね（2002年）
- ピンポン（2002年） - 孔のコーチ 役
- ラストシーン（2002年）
- 龍虎兄弟（2002年）
- SEMI 鳴かない蝉（2003年） - 平尾 役
- プレイガール（2003年） - 王 役
- 赤い月（2004年） - 王 役
- キスとキズ（2004年） - ロンファー 役
- サンクチュアリ（2005年）
- ワースト・コンタクト（2005年）
- さくらん（2007年） - 番頭 役
- ヘヴンズ ストーリー（2010年） - サッチン 役
- ブレイブX 極道十勇士（2017年） - 梨田義行 役
- コンフィデンスマンJP -ロマンス編-（2019年）
- 太陽は動かない（2021年） - アンディ・黄 役
- キネマの神様（2021年）
- 凪の島（2022年）

### テレビドラマ
- あぶない刑事 第35話（1987年、日本テレビ）
- 華麗なる追跡 THE CHASER（1989年、日本テレビ）
- あいつがトラブル 第6話（1990年、フジテレビ）
- いつか誰かと（1990年、TBS）
- さすらい刑事旅情編III 第9話（1990年、テレビ朝日）
- 赤頭巾快刀乱麻（1991年、NHK） - マサ 役
- 世にも奇妙な物語「視線の町」（1991年、フジテレビ）
- ええにょぼ（1993年、NHK）
- 土曜ドラマ（NHK）
  - 遠い国からの殺人者（1995年）
- 夫婦善哉（1995年、テレビ東京）
- ラブとエロス（1998年、TBS）
- 蘇える金狼（1999年、日本テレビ）
- 北条時宗（2001年、NHK大河ドラマ） - 洪茶丘 役
- 女タクシードライバーの事件日誌（2003年、TBS） - 柳本匡 役
- 流転の王妃・最後の皇弟（2003年、テレビ朝日） - 食堂の主人 役
- 女検事・霞夕子（2004年、日本テレビ） - 事務員 役
- マイ☆ボス マイ☆ヒーロー 第1話（2006年、日本テレビ） - 香港マフィアの通訳 役
- 水戸黄門 第37部 第9話（2007年、TBS） - ワンリー 役
- なぞの転校生（2014年、テレビ東京） - ハーデス 役

### Vシネマ
- 呪怨（2000年） - 北田洋 役
- 呪怨2（2000年） - 北田洋 役
- 偽装殺人（2001年） - ワン
- 実録・安藤昇侠道伝 烈火（2002年）
- 日本統一外伝 〜山崎一門4〜（2022年） - 千年狼会長 劉